# ヴィエンチャン

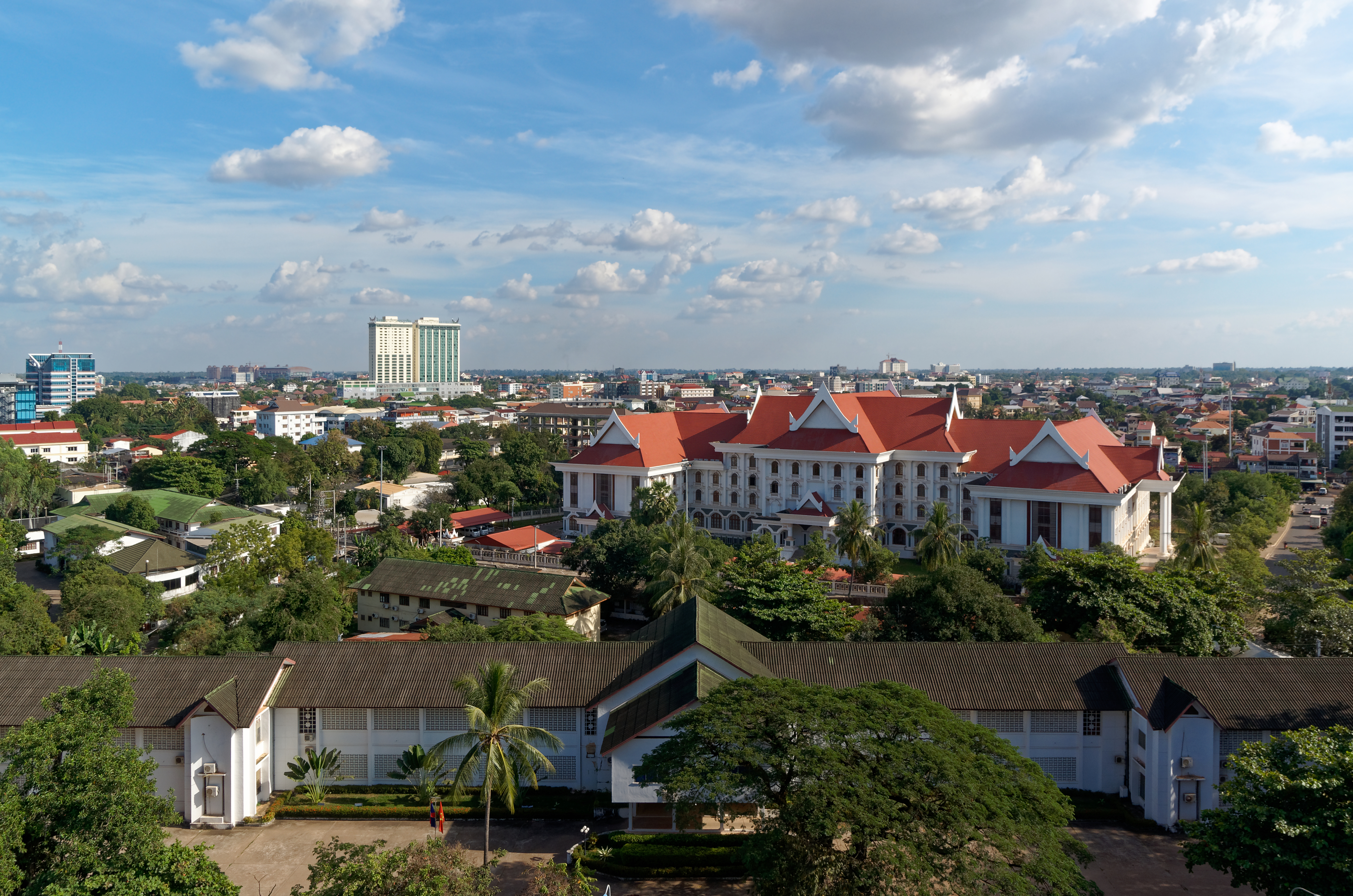
ヴィエンチャンの
スカイライン

ヴィエンチャン（ラーオ語: ວຽງຈັນ Viang chan [ʋíəŋ tɕàn]、英語・フランス語：Vientiane 英語発音: [vjɛnˈtjɑːn] フランス語発音: [vjɛ̃ˈtjan]）は、ラオス人民民主共和国の首都。

## 概要
メコン川沿いに広がる。タイ王国とは、メコン川で国境を隔てている。隣国の度重なる侵攻にさらされてきたものの、仏教国の首都として政治や文化の中心を担ってきており、数々の仏教寺院や仏塔を残す。「ビャクダンのある城壁地」という意味や「月の都」という意味があるが、ラオス情報文化省は様々な説を紹介している（下記の「歴史」を参照）。街路樹が多く「森の都」とも呼ばれる。

### 名称について
日本語では「ヴィエンチャン」あるいは「ビエンチャン」と表記する。タイ語のローマ字における "v" は日本語におけるワ行であるため「ウィエンチャン」と書く場合もあるが、ラーオ語の "v" は「ヴァヴィヴヴェヴォ」、ときに「バビブベボ」に近い音になる。
ヴィエンチャン特別市と称されることもあり、他の都地域のムアン（郡）とは区別される。

## 地理
メコン川はヴィエンチャンに至るまで渓谷を流れ下っているが、ヴィエンチャンから下流では河岸平野を形成している。メコンの左岸にヴィエンチャンの市街が、右岸にウドーンターニーなどタイ王国の国土が広がる。河口からの距離は1600km弱。同国の交通の中心となっている。
中心部には、外国人観光客向けのゲストハウスが集まっている。

### 範囲
ヴィエンチャン都のうち、首都機能を持つ5つの郡を指す。
- チャンタブリー郡
- シーコッタボーン郡
- サイセーター郡
- シーサッタナーク郡
- ハートサーイフォン郡

### 気候
サバナ気候（Aw）。11月から3月は乾季で4月から7ヶ月間はモンスーンとなる。
| ヴィエンチャンの気候   | ヴィエンチャンの気候 | ヴィエンチャンの気候 | ヴィエンチャンの気候 | ヴィエンチャンの気候 | ヴィエンチャンの気候 | ヴィエンチャンの気候 | ヴィエンチャンの気候 | ヴィエンチャンの気候 | ヴィエンチャンの気候 | ヴィエンチャンの気候 | ヴィエンチャンの気候 | ヴィエンチャンの気候 | ヴィエンチャンの気候 |
| 月                     | 1月                  | 2月                  | 3月                  | 4月                  | 5月                  | 6月                  | 7月                  | 8月                  | 9月                  | 10月                 | 11月                 | 12月                 | 年                   |
| ---------------------- | -------------------- | -------------------- | -------------------- | -------------------- | -------------------- | -------------------- | -------------------- | -------------------- | -------------------- | -------------------- | -------------------- | -------------------- | -------------------- |
| 平均最高気温 °C （°F） | 28.4 (83.1)          | 30.3 (86.5)          | 33.0 (91.4)          | 34.3 (93.7)          | 33.0 (91.4)          | 31.9 (89.4)          | 31.3 (88.3)          | 30.8 (87.4)          | 30.9 (87.6)          | 30.8 (87.4)          | 29.8 (85.6)          | 28.1 (82.6)          | 31.1 (88)            |
| 平均最低気温 °C （°F） | 16.4 (61.5)          | 18.5 (65.3)          | 21.5 (70.7)          | 23.8 (74.8)          | 24.6 (76.3)          | 24.9 (76.8)          | 24.7 (76.5)          | 24.6 (76.3)          | 24.1 (75.4)          | 22.9 (73.2)          | 19.3 (66.7)          | 16.7 (62.1)          | 21.8 (71.2)          |
| 降水量 mm （inch）     | 7.5 (0.295)          | 13.0 (0.512)         | 33.7 (1.327)         | 84.9 (3.343)         | 245.8 (9.677)        | 279.8 (11.016)       | 272.3 (10.72)        | 334.6 (13.173)       | 297.3 (11.705)       | 78.0 (3.071)         | 11.1 (0.437)         | 2.5 (0.098)          | 1,660.5 (65.374)     |
| 平均月間日照時間       | 254.2                | 217.5                | 217.0                | 225.0                | 207.7                | 153.0                | 148.8                | 136.4                | 138.0                | 248.0                | 234.0                | 257.3                | 2,436.9              |
| 出典：WMO 2010-10-31   |                      |                      |                      |                      |                      |                      |                      |                      |                      |                      |                      |                      |                      |

### 人口
推計人口
- 70万人（2005年）
- 82万人（2015年）

## 歴史

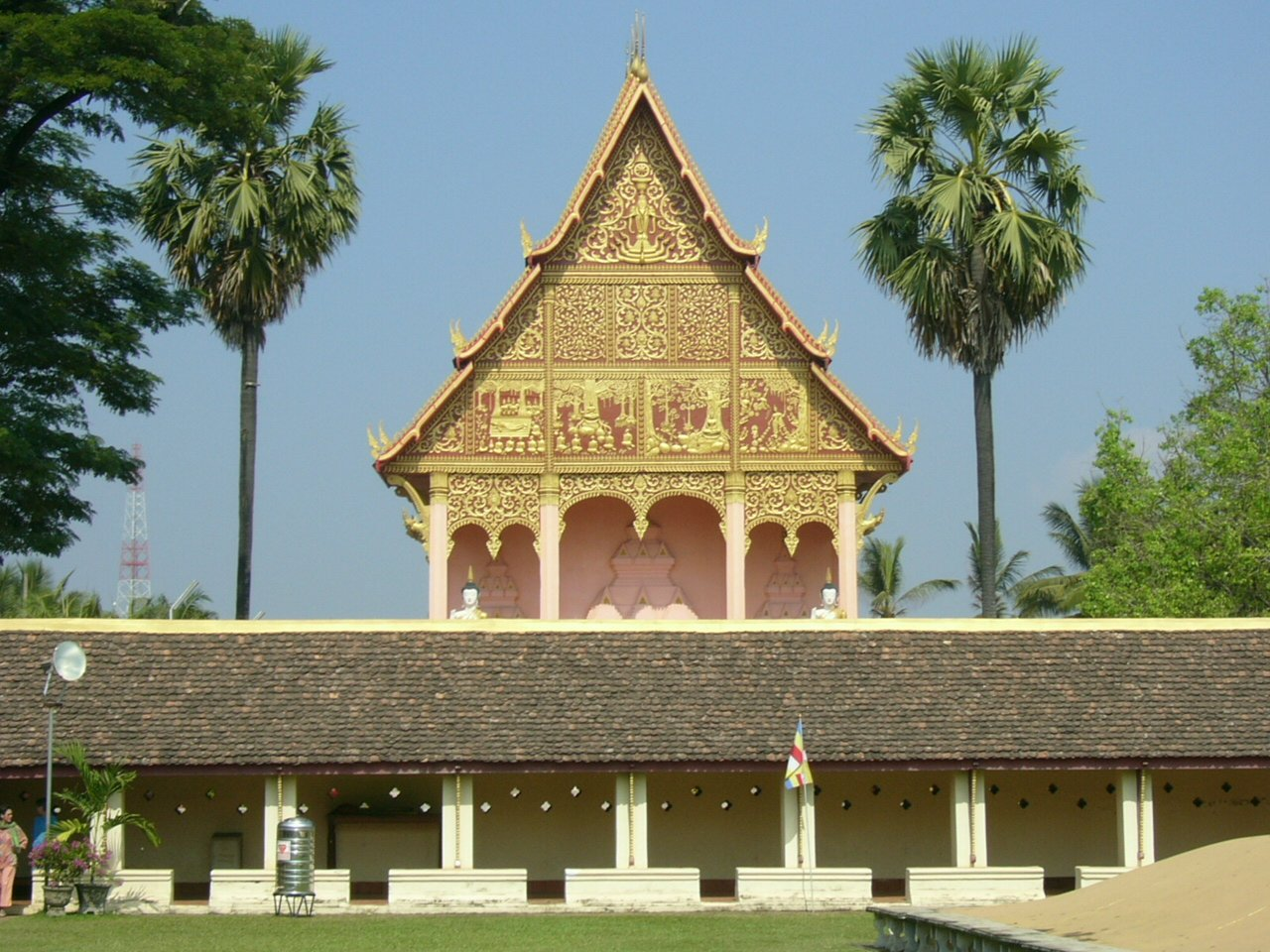
ヴィエンチャン最古の寺院であるワット・シーサケット

- ヴィエンチャンの街は12世紀に既に形成されていた。
- 1560年、セーターティラート王がビルマ族のタウングー王朝の圧迫からラーンサーン王国の都をルアンパバーンからヴィエンチャンに遷都した。
  - ラオス政府情報文化省版「ラオスの歴史」によれば、ヴィエンチャンがラオス・ラーンサーン王国の首都になったときの正式名称は、 「プラ・ナコーン・チャンタブリー・シー・サッタナーカナフット・ウッタマ・ラーサターニー」。
  - 「イサーン・タイ・英語辞典」では、「サッタナーカナフット」を「サタ（百）」「ナーカ（象）」「ナフット（万）」に分解して、「サッタナーカナフット」を「百万頭の象（ラーンサーン）」のパーリ語訳と言う解釈を乗せている。
  - ラオス情報文化省版「ラオスの歴史」では、「サッタ」を7に、「ナーカ」をナーガに解して、「7つの頭を持ったナーガ」と解釈している。

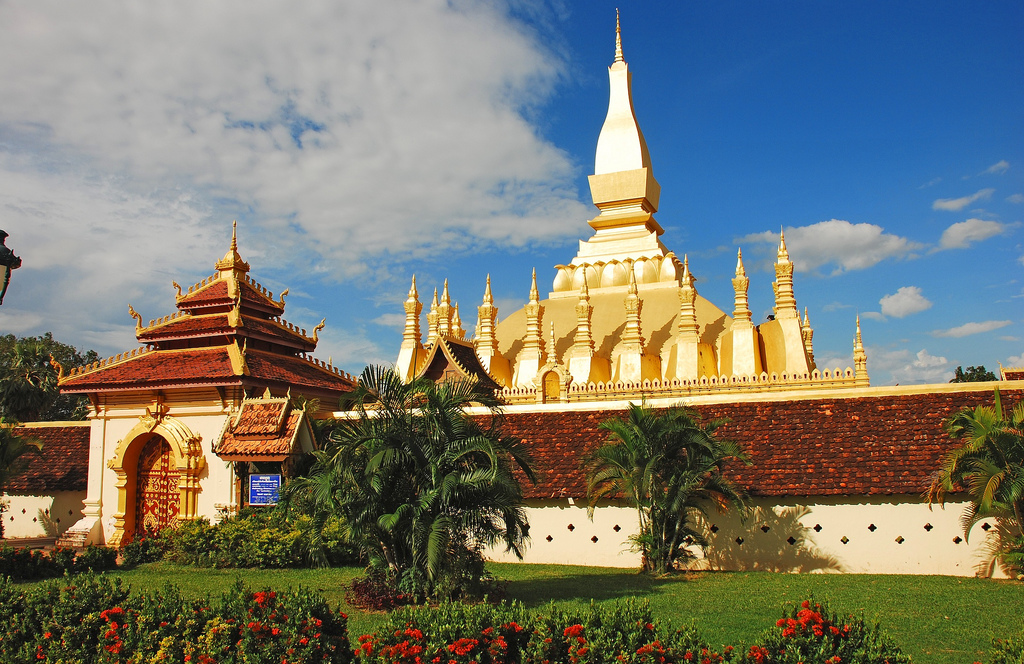
ラオス仏教の象徴的存在であるタート・ルアン

  - また、セーターティラート王は、ヴィエンチャンに遷都する前に、パニャー・チャンタブリー・シー・サッタンマタイロークをヴィエンチャンの領主に任じている。この領主が建てた寺院が今もヴィエンチャンにある「チャン寺」である。これは「チャンタブリー・シー・サッタンマタイローク寺」の略称である。
  - ラオス情報文化省版「ラオスの歴史」は、ヴィエンチャンのチャンは栴檀（せんだん）だという伝承を紹介している。プーカオクワーイに住む仙人の兄弟が、ヴィエンチャンが出来る前の土地にクーンの木とチャンの木（栴檀）で目印をつけたという。しかし、同書が正式な説として採用しているのは以下の説である。

ナンスー・ウランタートという本に記されているもので、釈迦と弟子のアーナンダがポーンパナオ近辺（現在のヴィエンチャン市内のポーンパナオ寺近辺）に来たときに、「ここらにはナーガや虎が多い」と言った。その後、シコータボーン王国の領主の血筋の一人がヴィエンチャン市内の北の外れのカオリヤオ地区に移住してきた時、孫娘のインタサワーンロンホートが、釈迦が「虎が多い」と言った所に住んでいたブーリーチャンという農民と結婚した。それを聞いたシコータボーン王国のパニャー・スミッタタムマヴォンサーが農民を祝福して、パークカディン以北の領有権をブーリーチャンに与えたのが、ヴィエンチャンの始まりという。
- 1707年、ラーンサーン王国が分裂した際、ヴィエンチャン王国の首都となる。
- 1779年、チャクリー王国（現在のタイ）のチャオプラヤー・チャックリー将軍（チュラーローク王=のちチャクリー王朝のラーマ1世）に征服され、チャクリー王国の領土となる。
- 1827年、アヌ王がクーデターに失敗した際、シャム軍に滅ぼされる。
- 1893年、ラオスがフランスの保護国となり、1899年にその首都とされた。
- 第二次世界大戦中は日本に占領されるが、1945年4月にフランスが再び進駐した。
- 1947年にラオス王国が成立するとその首都とされた。しかし、ラオス内戦が起こるとヴィエンチャンは荒廃してしまう。
- 1960年8月、コーン・レー大尉がヴィエンチャンを掌握、スワンナ・プーマが首相に就いた。
- 1975年、パテート・ラーオが進軍しラオス人民民主共和国が誕生し、その首都となった。ベトナム戦争時には、アメリカ合衆国国際開発庁 (USAID) が置かれていた。

## 政治

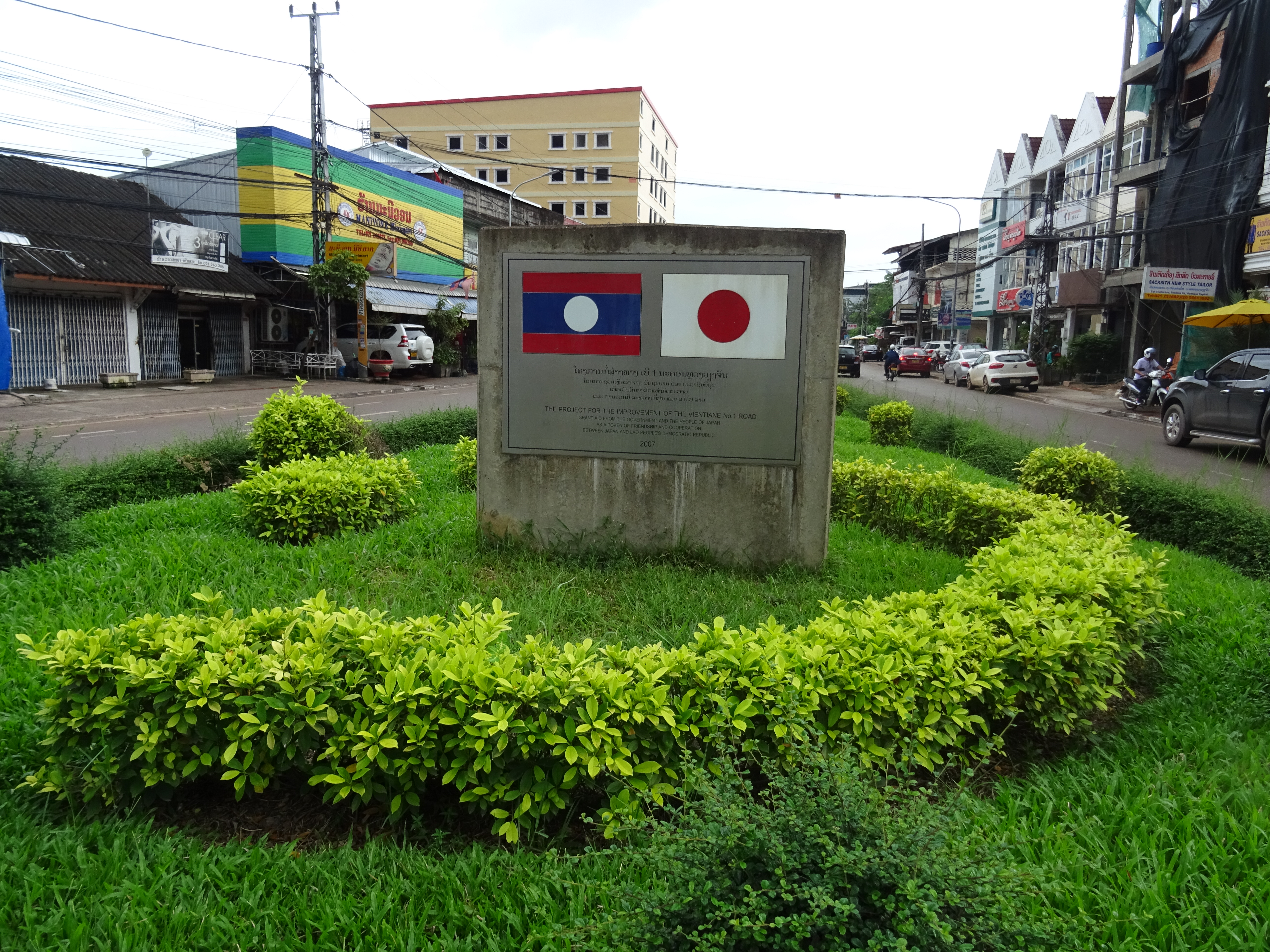
ヴィエンチャン道路1号線にあるラオスと日本の友情を改善するための日本政府の助成金を記念する記念碑

### 日本との関係
- 第二次世界大戦中、大東亜共栄圏の名のもとにフランスからの植民地解放と共に占領された歴史を持つ。

終戦後、日本は撤退し、再びフランスが進駐した。2年後にラオス内戦が勃発し、その内戦後の復興に日本政府から協力の為に多くの助成金が送られ、このことをきっかけに少しずつ関係改善へと歩みを進めた。
2015年（平成27年）11月3日には、京都市とパートナーシティ提携を締結するなど、相互交流が進められている。

## 対外関係

### 姉妹都市･提携都市
- 京都市（日本国 近畿地方 京都府）
- バンコク（タイ王国 バンコク都）
- チッタゴン（バングラデシュ人民共和国 チッタゴン管区）
- プノンペン（カンボジア王国 プノンペン都）
- ホーチミンシティ（ベトナム社会主義共和国 直轄市）
- チルボン（インドネシア共和国 ジャワ地方 西ジャワ州）

## 経済
ヴィエンチャン市内は、中国資本の影響が多く見られる。

### 第三次産業

#### 商業
主な商業施設
- ヴィエンチャンセンター
- ラサヴォンプラザ
- タラートサオモール（英語版）
- ワールドトレードセンター
- ITECCモール
- View Mall

### 金融

#### 金融センター
- ラオス証券取引所
- ビエンチャン天階

## 医療
- ミタパープ病院
- マホソット病院
- セタティラート病院
- 103軍病院
- フレンチクリニック
- アライアンスインターナショナルメディカルセンター

## 教育

### 大学
- ラオス国立大学

## 交通

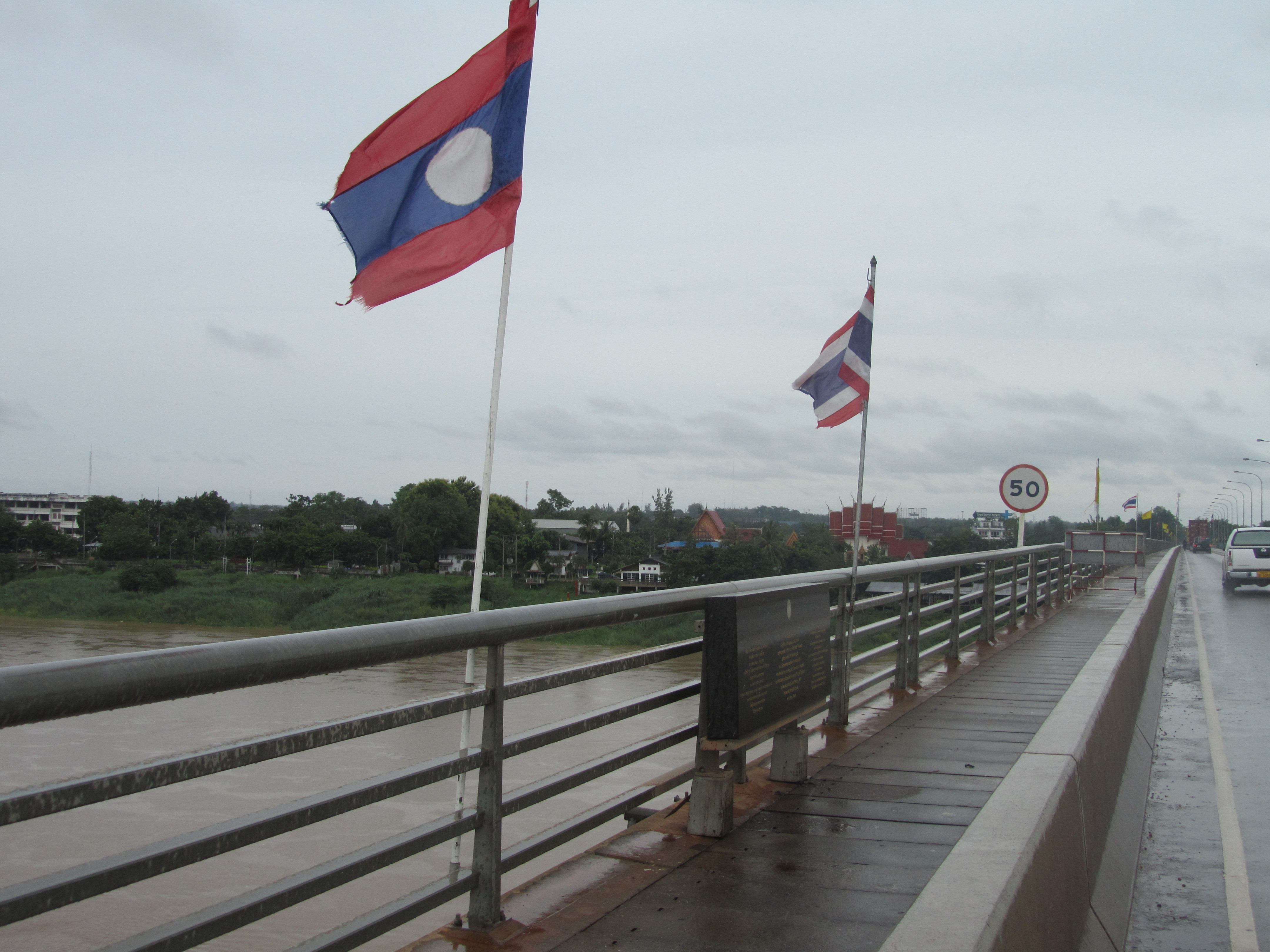
タイ＝ラオス友好橋

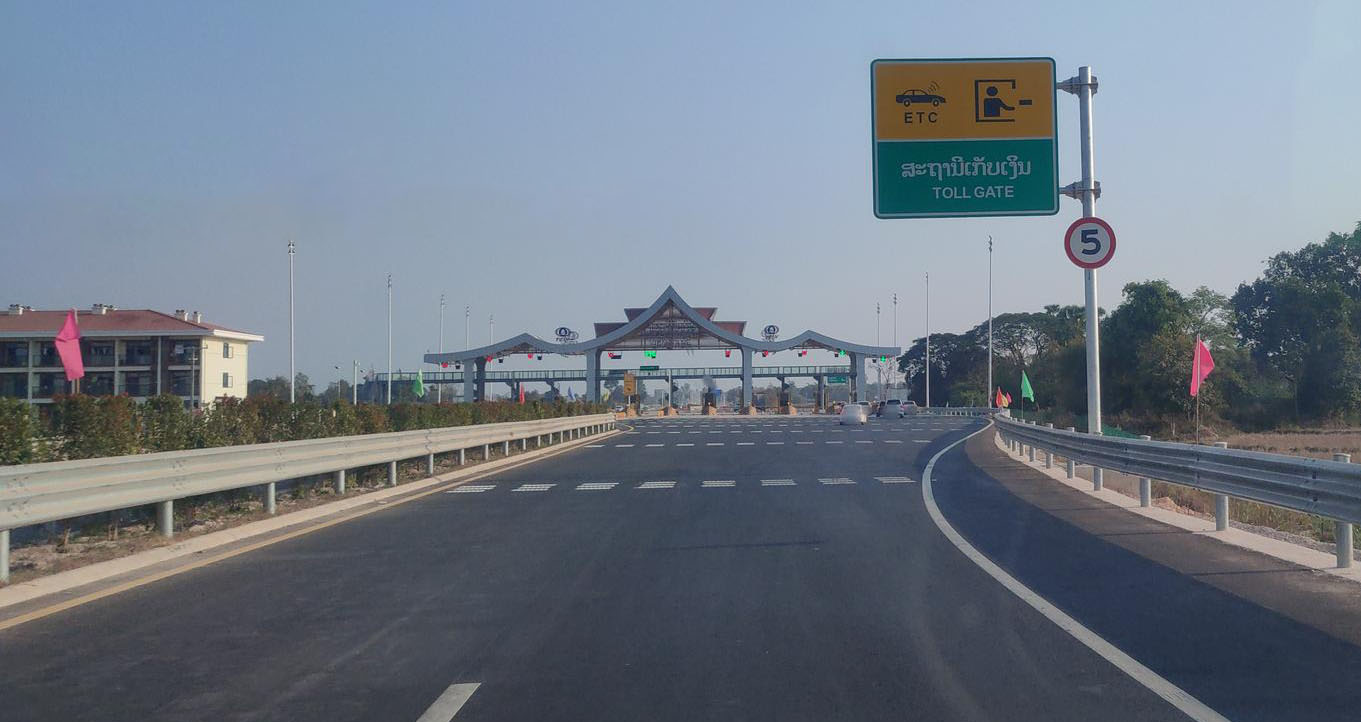
中老高速ビエンチャン料金所

メコン川をはさんでタイのノーンカーイ県の国境に面していて、ヴィエンチャンの郊外から対岸のタイ領へ行く船が河川港から出ており、ヴィエンチャンの住民はビザ無しでノーンカーイまで行くことが国際協定によって許されている。
ノーンカーイには、1994年4月に開通したタイ=ラオス友好橋（ミタパブ）を渡っても行くことができ、ヴィエンチャン発バンコク行きなどの国境を越えるバスも運行されている。

### 空路
ワットタイ国際空港
ラオス国内、及び東南アジア、東アジア各地を結ぶ旅客定期便が運航されている。

### 鉄道
2008年7月には、タイのノーンカーイ駅からタイ＝ラオス友好橋を経由して線路を6.15キロ延長、郊外にターナレーン駅が設置された。竣工後試運転が行われて来たが、2009年3月6日に、1日2往復の定期旅客列車の運行が始まった。2023年10月30日、サイセッタ郡(タートルアン湿地特定経済区付近)にヴィエンチャン駅 (カムサワート)が開業した。2024年7月より運用が開始され、ヴィエンチャンからバンコク、ウドンターニーを結ぶ列車が、それぞれ1日1往復運行されている。
2021年12月3日に中国ラオス鉄道が開通、ヴィエンチャン駅が開業した。ヴィエンチャン郊外には以下の駅がある。
- ヴィエンチャン北駅 (貨物駅) 事業中 - ナサイトン郡ナサップ村
- ヴィエンチャン駅 (主要貨客駅) - サイタニ郡（英語版）サイ村
- ヴィエンチャン南駅 (貨物駅) - ハドサイフォン郡、タイ国鉄東北本線ターナレーン駅付近

### バス

#### 路線バス
市内には路線バスが運行されている。主にタラート・サオに隣接する中央バスターミナル、市内東部のITECC Mallより発着する。
- 06 : 中央バスターミナル - ピアラート
- 08 : 中央バスターミナル - 北バスターミナル
- 10 : 中央バスターミナル - ITECC
- 11 : 中央バスターミナル - 三江商場 - 空港 - シカイ市場
- 12 : 中央バスターミナル - ITECC - ヴィエンチャン駅 (カムサワート) - ヴィエンチャン駅（ラオス中国鉄道）
- 14 : 中央バスターミナル - 友好橋 - ブッダパーク（英語版）
- 18 : 中央バスターミナル - ITECC - 友好橋 - Xiengkhuan
- 19  : 中央バスターミナル - Sikirt - Huakhua
- 20 : 中央バスターミナル - ドンカムサン
- 23 : 中央バスターミナル - 南バスターミナル - タゴン
- 25 : 三江商場 - ドンドック - 南バスターミナル - ヴィエンチャン駅（ラオス中国鉄道）
- 28 : 中央バスターミナル - 南バスターミナル - ヴィエンチャン駅（ラオス中国鉄道）
- 29 : 中央バスターミナル - 南バスターミナル - ドンドック
- 30 : 中央バスターミナル - トンポン
- 31 : 中央バスターミナル - ポントン - ドンドック
- 32 : 中央バスターミナル - ドンパマイ - ジョンペット
- 33 : 中央バスターミナル - ノンタ - ドンドック
- 44 :  中央バスターミナル - 空港
- 47 : ヴィエンチャン駅（ラオス中国鉄道） - 友好橋
- 49 : 中央バスターミナル - シカイ - ノンタン
- エアポートシャトル : 空港 - 中央バスターミナル - ITECC[8]
- ITECC - ハイカム市場
- 中央バスターミナル - 三江商場 - 空港 - Khew Lod Sikhay

#### 都市間バス
3ヶ所のバスターミナルから発着している。
中央バスターミナル (CBS)
国際バス：ノーンカーイ、ウドンターニー、コーンケン、バンコク 方面
南バスターミナル (SBT)
パクセー、タケク、サワンナケート 等
北バスターミナル (NBT)
ヴァンヴィエン、ポーンサワン、ルアンパバーン、ウドムサイ、ボケオ 等

### 道路

#### 高速道路
中国ラオス高速道路
- - ビエンチャン - ヴァンヴィエン間109kmが2020年12月20日に開通した。

国道13号北線と450年道路が交差するSikuet交差点が起点
- ビエンチャン高速道路1号線(建設中)

タートルアン湿地特定経済区から官庁移転先となっているドンマークカイまでの15.3km

#### 国道
- 13号北線アジアハイウェイ12号線
  - (バンビエン、ルアンパバン、中国方面)
- 13号南線アジアハイウェイ11号線
  - (サワンナケート、パクセー、カンボジア方面)
- 10号線
  - (ターゴン、ナムグムダム方面)
- 11号線
  - (サイヤブリ県パクライ方面)

## 観光

### 名所・旧跡
- パトゥーサイ
- タート・ルアン
- タート・ダム（英語版）（That Dam） - 「黒い仏塔」の意味を持つ仏塔。
- ワット・シームアン（英語版）（Wat Simuan） - ビエンチャンに遷都した際に建てられた。土台に穴に妊婦が人柱になった伝説が残る。
- ワット・ソクパルアン（Wat Sok Pa Luang） - 町の中心部から南へ約2.5km。敷地内の男女混浴の薬草サウナが有名。マッサージも行われている。
- ワット・プラケオ（ラオス）
- ワット・シェンクアン（英語版）（Wat Xieng Khuan, 別名：ブッダ・パーク）
- ラオス国立博物館（英語版）
- ワット・シーサケット
- シーサケット博物館（Sisaket Museum）
- ホー・プラ・ケオ（英語版）
- ホーパケオ博物館（Ho Pha Keo Museum）
- 噴水広場
- 革命記念塔
- タラート・トーンカンカム - ビエンチャン最大の食料品市場。
- タラート・クアンディン - タラート・サオ隣のバス乗り場に隣接する青空市場。食堂も併設される。
- モーニング・マーケット（英語版）
- イーヴニング・マーケット